# Мизиново (Тверская область)
Мизиново — деревня в Пеновском районе Тверской области.

## География
Находится в западной части Тверской области на расстоянии приблизительно 15 км на юго-восток по прямой от районного центра поселка Пено.

## История
Деревня была показана (тогда Павлова Гора) на карте 1825 года. В 1859 году здесь было учтено 3 двора, в 1939 — 38. До 2020 года входила в Серёдкинское сельское поселение Пеновского района до их упразднения.

## Население
Численность населения: 34 человека (1859 год), 35 (русские 100 %) в 2002 году, 20 в 2010.